# Amblymora instabilis
Amblymora instabilis är en skalbaggsart som beskrevs av Francis Polkinghorne Pascoe 1867. Amblymora instabilis ingår i släktet Amblymora och familjen långhorningar. Inga underarter finns listade i Catalogue of Life.